# Hitman 3
Hitman 3 je stealth videohra z roku 2021, kterou vyvinula a vydala společnost IO Interactive. Jedná se o osmý hlavní díl videoherní série Hitman, pokračování hry Hitman 2 z roku 2018 a třetí hru z trilogie World of Assassination. 

## Příběh
Hra uzavírá příběhový oblouk započatý ve hře Hitman z roku 2016 a sleduje geneticky upraveného nájemného zabijáka Agenta 47 a jeho spojence, kteří pátrají po vůdcích tajné organizace Providence, jež ovládá globální záležitosti a byla částečně zodpovědná za stvoření a výchovu agenta 47. 

## Hratelnost
Stejně jako její dva předchůdci, je hra postavena na šesti úrovních, z nichž pět tvoří rozsáhlé otevřené lokace, které mohou hráči volně prozkoumávat a hledat v nich příležitosti k likvidaci svých cílů. Každá mise představuje úkoly, jejichž splněním si hráči odemykají předměty.
Základní hra obsahuje šest lokací: Dubaj, Dartmoor, Berlín, Čchung-čching, Mendoza a Karpaty v Rumunsku. Aktualizace po spuštění hry představila novou ostrovní lokaci v Andamanském moři.
Na rozdíl od svých předchůdců chtěla společnost IO Interactive hru více zaměřit na příběh. V důsledku toho má Hitman 3 vážnější tón. Po letech práce na hrách Hitman byl tým ochotnější experimentovat s designem misí, otřásl stávajícím herním cyklem a realizoval nápady, které v minulosti nemohl nebo se bál realizovat, jako například zarámování[ujasnit] příležitostí k vraždě v rámci záhadné vraždy v úrovni Dartmoor. Ačkoli je hratelnost do značné míry podobná předchůdci, vývojáři se inspirovali imerzivními simulátory a přidali do hry mnoho prvků.

## Vydání
Hitman 3 byla první hrou studia IO Interactive, kterou vydalo samo poté, co se stalo nezávislým studiem. Hra vyšla celosvětově 20. ledna 2021 pro PlayStation 4, PlayStation 5, Windows, Xbox One, Xbox Series X/S, Stadia a Nintendo Switch.
Hra získala pozitivní recenze, které chválily design úrovní, atmosféru a stealth mechaniky. Někteří kritici ji označili za nejlepší díl série a za jednu z nejlepších stealth her všech dob.
Hitman 3 byl komerčně nejúspěšnějším dílem série a společnost IO Interactive jej hojně podporovala několika vydáními stahovatelného obsahu a bezplatných aktualizací, které přidávaly funkce, herní režimy a lokace.
V lednu 2023 společnost IO přejmenovala hru Hitman 3 na Hitman: World of Assassination, přičemž obsah předchozích dvou her Hitman byl majitelům Hitmana 3 k dispozici zdarma, spolu s novým herním režimem nazvaným „Freelancer“, který se odehrává po epilogu Hitmana 3.
Hitman 3 VR: Reloaded, samostatná rozšířená verze VR režimu hry, byla vydána pro Meta Quest 3 společností XR Games v září 2024.